# Vi har så mycket att säga varandra
Vi har så mycket att säga varandra, skriven av Jules Sylvain (musik) och Åke Söderblom (text), är en sång ur filmen "Kyss henne!" från 1940. I filmen sjungs den av Annalisa Ericson och Åke Söderblom. Den spelades samma år också in av Ulla Billquist tillsammans med Gösta Jonsson , och blev en av årets mest populära låtar. I sin memoarbok Mina sju liv berättar Annalisa Ericson om sångens uppkomst:
"Jag frågade Weyler [Hildebrand] vad jag skulle sjunga framför den torftiga ridå som redan var upphängd i ateljén. 
'Inte fan vet jag', sa Weyler, 'men vi har Jules Sylvain här i dag så han får väl tota ihop någonting under lunchen.'
Sagt och gjort. Sylvain och Åke Söderblom åkte till restaurang Stenvillan och åt lunch och under tiden skrev Åke texten på en matsedel. Musiken lekte Jules fram på en flygel efter den goda lunchen och för mig var det bara att lära mig numret." 
Sången har spelats in av svenska dansband som Jigs (1974)  och Vikingarna (1992) . Jigs inspelning låg på Svensktoppen i elva omgångar under perioden 8 september till 17 november 1974, och den låg etta från fjärde veckan ända fram till den sista .
Musikern Nils Dacke spelade in melodin på albumet "Nils Dacke spelar partyorgel 3" 1975 . Andra inspelningar har gjorts av Stig Lorentz 1984  och Lill-Arnes 2003  samt 2007 av Leif Hagbergs .

### Fotnoter
1. ↑  ”Vi har så mycket att säga varandra”. svenskmusik.org. https://www.svenskmusik.org/sv/verk/vi-har-sa-mycket-att-saega-varandra-34636. Läst 8 maj 2018.
2. ↑  ”Svensk mediedatabas”. http://smdb.kb.se/catalog/id/000102911. Läst 22 mars 2011.
3. ↑   Annalisa Ericson: Mina sju liv, 1982. ISBN 91-1-823142-X
4. ↑  ”Svensk mediedatabas”. http://smdb.kb.se/catalog/id/001455000. Läst 22 mars 2011.
5. ↑  ”Svensk mediedatabas”. http://smdb.kb.se/catalog/id/001478678. Läst 22 mars 2011.
6. ↑  Svensktoppen - 1974
7. ↑  ”Svensk mediedatabas”. http://smdb.kb.se/catalog/id/001884976. Läst 22 mars 2011.
8. ↑  ”Svensk mediedatabas”. http://smdb.kb.se/catalog/id/001889808. Läst 22 mars 2011.
9. ↑  ”Svensk mediedatabas”. http://smdb.kb.se/catalog/id/001553339. Läst 22 mars 2011.
10. ↑  ”Svensk mediedatabas”. http://smdb.kb.se/catalog/id/002073646. Läst 22 mars 2011.